# Homoneura pyriformis
Homoneura pyriformis är en tvåvingeart som beskrevs av Mitsuhiro Sasakawa och Ikeuchi 1985. Homoneura pyriformis ingår i släktet Homoneura och familjen lövflugor. Inga underarter finns listade i Catalogue of Life.